# Camille Cottin
Camille Cottin (Boulogne-Billancourt, 1 december 1978) is een Frans actrice en comedienne.

## Biografie
Camille Cottin werd in 1978 geboren in Boulogne-Billancourt (Hauts-de-Seine). Ze verhuisde op twaalfjarige leeftijd met haar familie naar Londen en bracht vijf jaar door in het Lycée français Charles-de-Gaulle. Ze keerde daarna terug naar Frankrijk en behaalde een masterdiploma in Engels waardoor ze een tijdlang les kon geven in een middelbare school. Cottin volgde cursussen aan de école de théâtre et d'art dramatique van Jean Périmony.
Vijftien jaar lang speelde ze op podia en kleine rollen in verschillende films en televisieseries. In 2009 sloot ze zich aan bij de Troupe à Palmade, een café-theateratelier opgericht door de cabaretier Pierre Palmade met een dertigtal jonge acteurs die zelf de sketches schreven die ze uitvoerden. In hetzelfde jaar verscheen ze in een advertentie voor een Japanse mobiele telefoon, samen met Brad Pitt, geregisseerd door Wes Anderson.

### Carrière
In 2013 na een seizoen in de televisieserie Pep's op TF1, voerde ze, in de serie Connasse verborgen camera-schetsen uit. De zeventig afleveringen werden uitgezonden in Le Before du Grand Journal en vervolgens in Le Grand Journal op Canal+. Ze hernam haar rol later in 2015 in de komische film Connasse, princesse des cœurs, gebaseerd op de serie. Ze werd voor deze rol genomineerd voor een César voor beste jong vrouwelijk talent.
Vanaf 2015 speelde Cottin de hoofdrol van agente Andréa Martel in de televisieserie Dix pour cent, die voor het eerst werd uitgezonden op France 2 en later een brede internationale distributie genoot op Netflix. Cottin won zowel in 2016 als in 2017 de "ACS Award voor beste actrice" voor haar rol. Ze won in 2019 ook de "Globe de Cristal" voor beste actrice in een fictieserie.
Vanaf 2016 speelde Cottin filmrollen in zowel Franse als internationale producties. In 2023 kreeg ze goede kritieken voor haar rol in A Haunting in Venice, geregisseerd door Kenneth Branagh.

### Privéleven
Cottin heeft sinds 2005 een relatie met de architect Benjamin Mahon en ze hebben twee kinderen, een zoon geboren in 2009 en een dochter, geboren in 2015.

## Filmografie

### Films
- 2001: Yamakasi - Djamels lerares
- 2011: Il était une fois, une fois - La mère de Juliette
- 2014: Les Gazelles - Émilie
- 2015: Toute Première Fois - Clémence
- 2015: Connasse, princesse des cœurs - Camilla, la Connasse
- 2015: Les Gorilles - Émilie
- 2015: Nos futurs - Géraldine
- 2016: Iris - Capitaine Nathalie Vasseur
- 2016: Cigarettes et Chocolat chaud - Séverine
- 2016: Allied - Monique
- 2016: Ballerina - Félicie (Franse stem)
- 2017: Telle mère, telle fille - Avril
- 2018: Larguées - Rose
- 2018: Photo de famille - Elsa
- 2019: Premières Vacances - Fleur
- 2019: Les Fauves - Inspecteur Camus
- 2019: Le Mystère Henri Pick - Joséphine Pick
- 2019: Chambre 212 - Irène jeune
- 2019: Deux Moi - la psy de Mélanie
- 2019: Les Éblouis - Christine Lourmel
- 2020: Petit Vampire - Pandora (stem)
- 2020: Soul - 22 (Franse stem)
- 2021: Stillwater - Virginie
- 2021: House of Gucci - Paola Franchi
- 2021: Mon légionnaire - Céline
- 2022: Coeurs vaillants - Rose
- 2022: Icare - Ariane (stem)
- 2023: Toni, en famille - Antonia "Toni"
- 2023: A Haunting in Venice - Olga Seminoff
- 2023: Golda - Lou Kaddar
- 2024: L'Empire - la Reine
- 2024: Quelques jours pas plus - Mathilde
- 2024: Trois Amies - Alice

### Televisie
- 2002: Hep Taxi ! - passagier
- 2003: Domisiladoré
- 2006: Femmes de loi - slachtoffer
- 2006-2008: P.J. - Mina Ferlet / Annabelle
- 2007: La Commune - Albane Devlay
- 2011-2013: Scènes de ménages - Camille
- 2012: Le Jour où tout a basculé - Lucie / Annick
- 2013: Pep's - Marina Trufaine
- 2013: Vaugand
- 2013-2015: Connasse - La Connasse
- 2015-2020: Dix pour cent - Andréa Martel
- 2017: Calls : Christine (stem)
- 2019: Mouche - Mouche
- 2020-2022: Killing Eve - Hélène
- 2021: H24
- 2023: J'étais à ça (miniserie) - la Présidente
- 2023: Star Wars: Visions - Loi’e (animatie)
- 2023: Brassic - Fiona Frank
- 2024: Terminal : Bienvenue à l'aéroport - Virginie

## Prijzen en nominaties
De belangrijkste:
| Jaar | Prijs            | Categorie                           | Film/serie                    | Uitslag     |
| ---- | ---------------- | ----------------------------------- | ----------------------------- | ----------- |
| 2020 | Globe de Cristal | Beste komische actrice              | Le Mystère Henri Pick         | Genomineerd |
| 2019 | Globe de Cristal | Beste actrice in een televisieserie | Dix pour cent                 | Gewonnen    |
| 2019 | Globe de Cristal | Beste komische actrice              | Larguées                      | Genomineerd |
| 2017 | ACS-prijs        | Beste actrice                       | Dix pour cent                 | Gewonnen    |
| 2016 | ACS-prijs        | Beste actrice                       | Dix pour cent                 | Gewonnen    |
| 2016 | César            | Beste jong vrouwelijk talent        | Connasse, princesse des cœurs | Genomineerd |